# Serres (Altos-Alpes)
Serres é uma comuna francesa na região administrativa da Provença-Alpes-Costa Azul, no departamento de Altos-Alpes. Estende-se por uma área de 18,57 km². Em 2010 a comuna tinha 1 311 habitantes (densidade: 70,6 hab./km²).